# Carrù
Carrù là một đô thị tại tỉnh Cuneo trong vùng Piedmont của Italia, vị trí cách khoảng 70 km về phía nam của Torino và khoảng 30 km về phía đông bắc của Cuneo. Tại thời điểm ngày 31 tháng 12 năm 2004, đô thị này có dân số 4.161 người và diện tích 26,0 km².
Đô thị Carrù có các frazioni (đơn vị cấp dưới, chủ yếu là các làng) San Giovanni, Frave, Bordino, S.Anna, Ronchivà Marenchi.
Carrù giáp các đô thị: Bastia Mondovì, Bene Vagienna, Clavesana, Farigliano, Magliano Alpi, Mondovì và Piozzo.
Cựu tổng thống Ý Luigi Einaudi sinh ra ở đây.

## Fairs
Carru' is also famous for the "Sagra dell'uva" (the fair of the grape)which takes place in the end of September with dances and spectacles,and for "La fiera del bue grasso" (the fair of the fat bull) which is famous in all the North Italy for the deliciousness of the meat.